# Anatis labiculata
Anatis labiculata är en skalbaggsart som först beskrevs av Thomas Say 1824.  Anatis labiculata ingår i släktet Anatis och familjen nyckelpigor. Inga underarter finns listade i Catalogue of Life.

## Bildgalleri

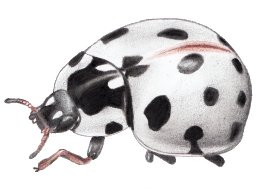
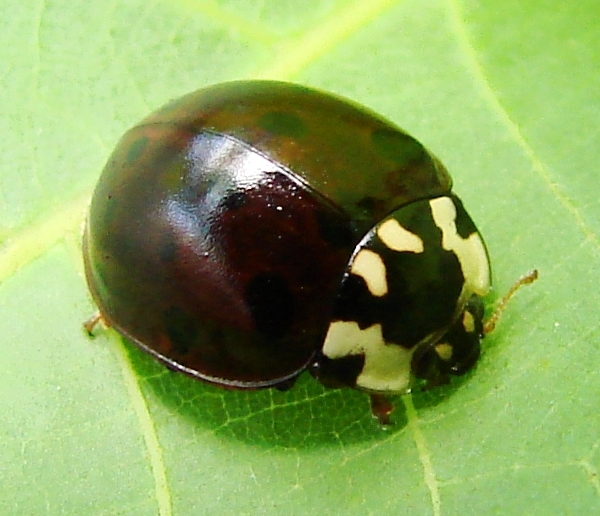